# Johannes Sprogøe Fletting
Johannes Sprogøe Fletting (* 14. März 1994 in Kopenhagen) ist ein dänischer Kameramann.

## Leben
Johannes Sprogøe Fletting wuchs gemeinsam mit seinem Bruder Mathias Sprogøe Fletting im Kopenhagener Stadtteil Vanløse auf. Seine Eltern sind die Schauspieler Henning Sprogøe und Anne Fletting. Sein Großvater ist der Schauspieler Ove Sprogøe.
In seiner Schulzeit verbrachte er als Austauschschüler ein Jahr in Bremen. Nach seinem Abitur im Jahr 2012 machte er eine Ausbildung zum Fotografen. Danach war er bei Nordisk Film zunächst als Produktionsassistent und Requisiteur tätig. Seit 2014 ist er hauptsächlich als Kameramann bei Film-und-Fernsehproduktionen tätig.
Er lebt in Kopenhagen.